# 博肯海姆大本营站
博肯海姆大本营站（德語：U-Bahnhof Bockenheimer Warte (Senckenbergmuseum)）是一个位于德国法兰克福西内城的地铁站，有U6和U7两条线路停靠此站。博肯海姆大本营站附近有著名的森根堡自然博物館。